# Clonaria luethyi
Clonaria luethyi är en insektsart som först beskrevs av Oliver Zompro 2000.  Clonaria luethyi ingår i släktet Clonaria och familjen Diapheromeridae. Inga underarter finns listade i Catalogue of Life.